# Cratere Delporte
Delporte è un cratere lunare di 42,5 km situato nella parte sud-occidentale della faccia nascosta della Luna.